# Hugonia
Hugonia är ett släkte av linväxter. Hugonia ingår i familjen linväxter.

## Bildgalleri

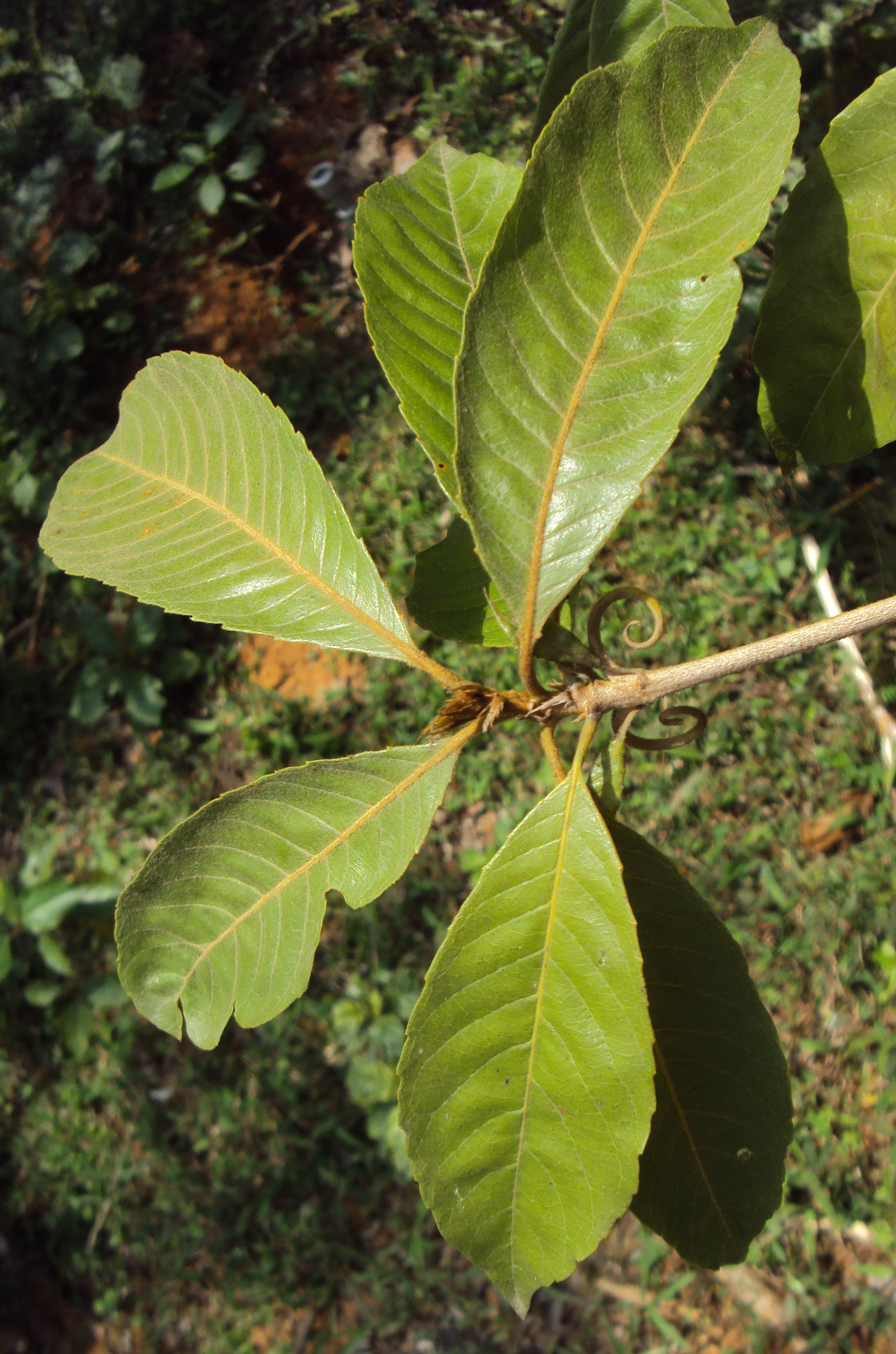
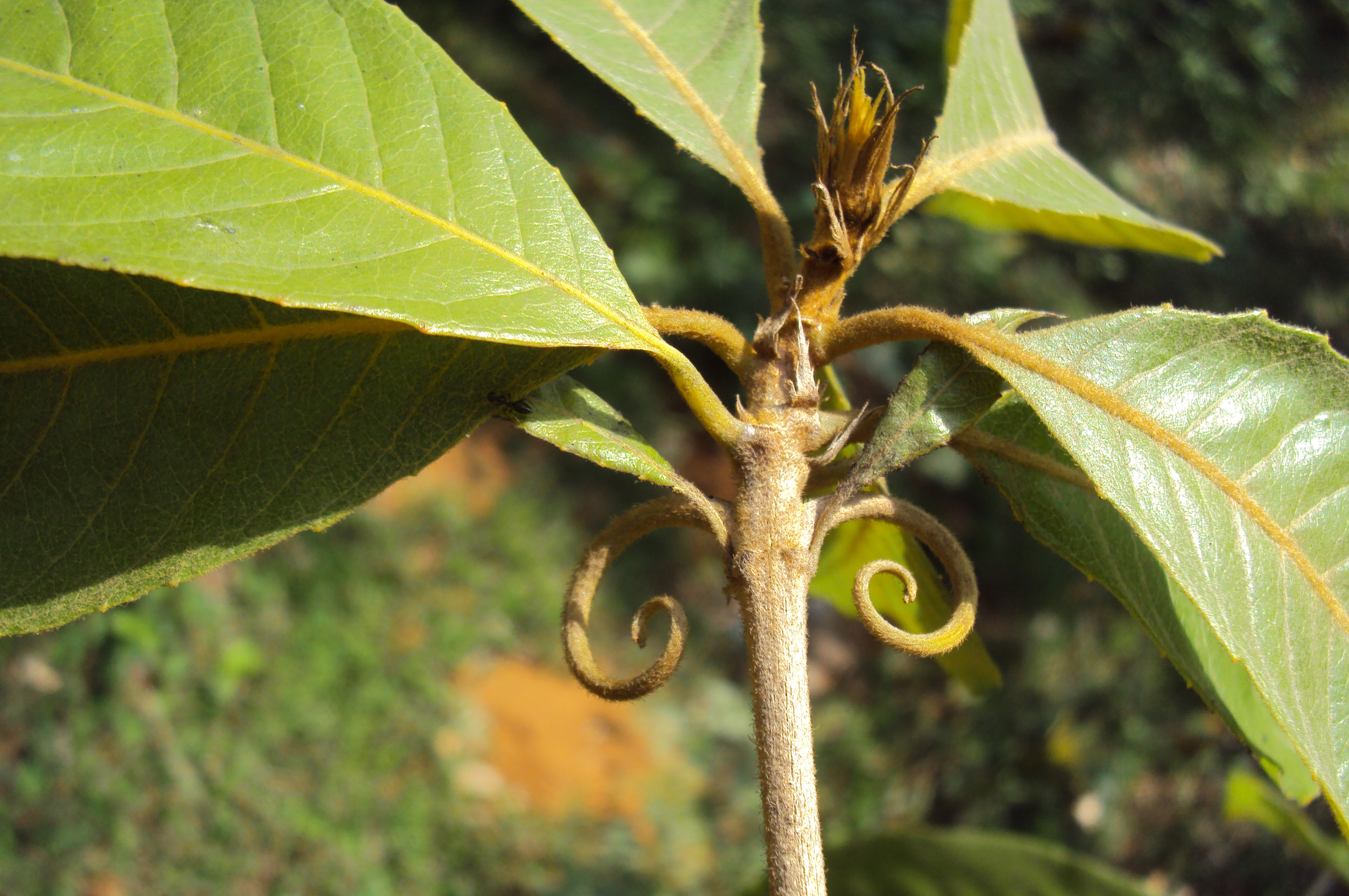
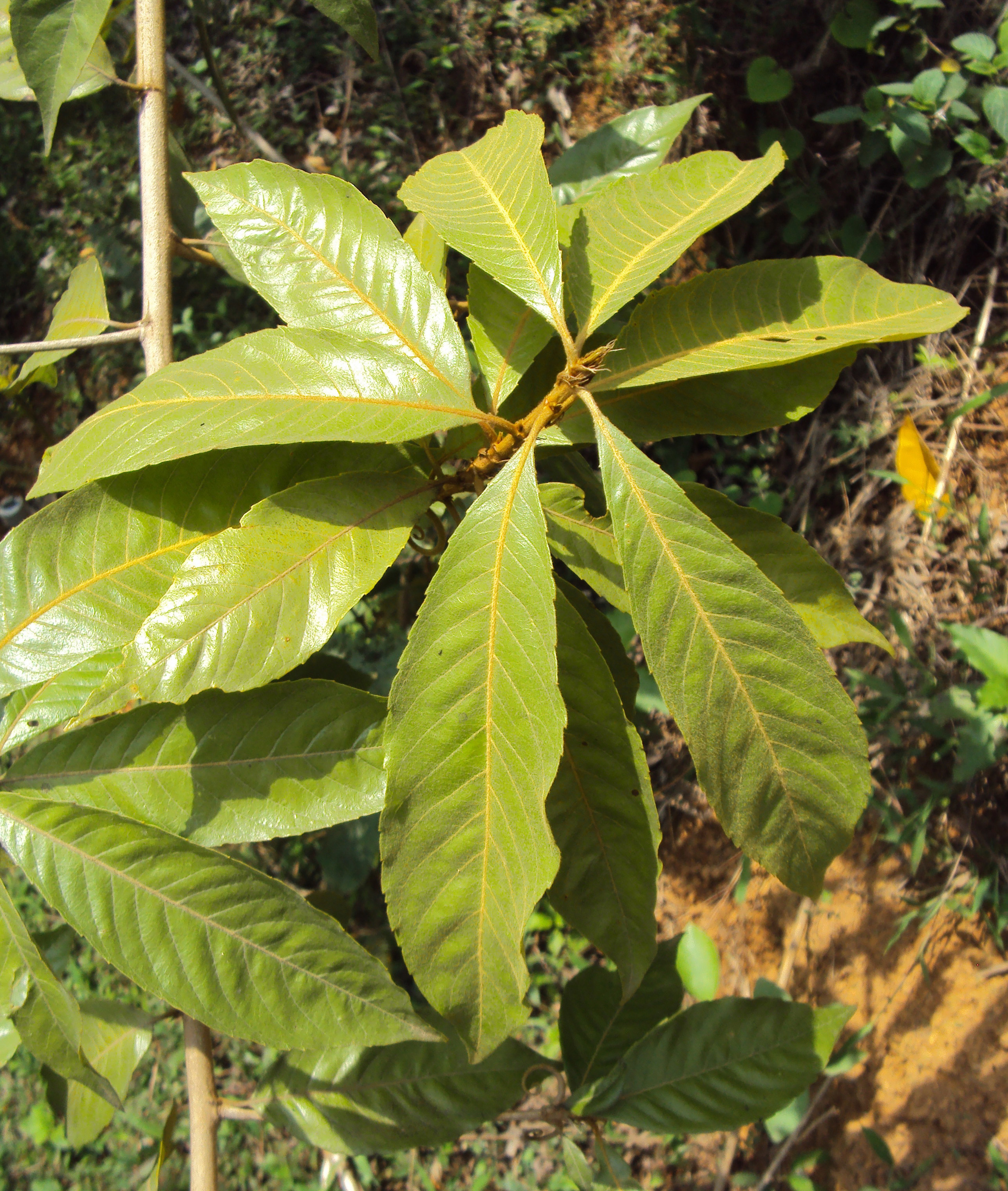
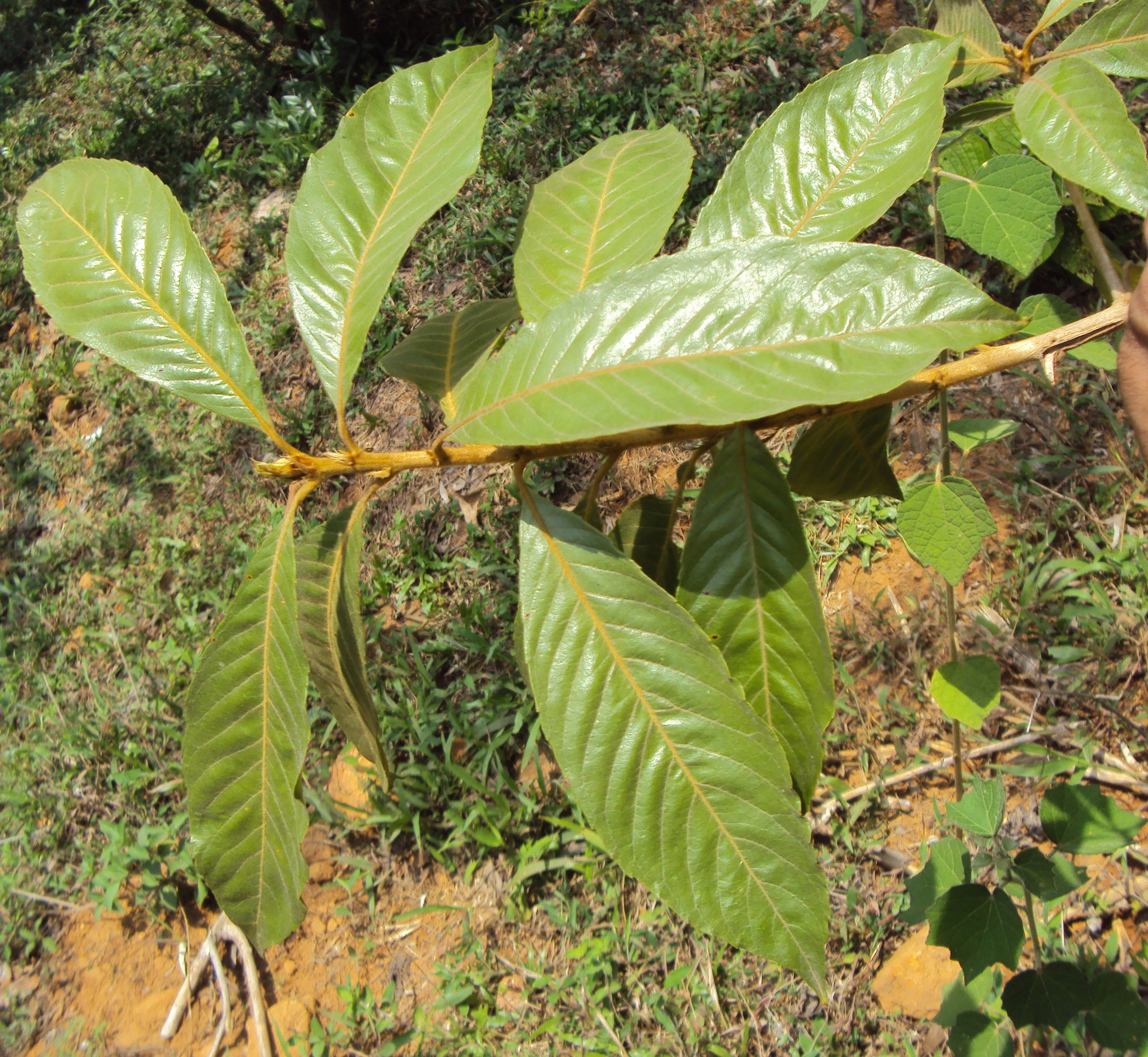
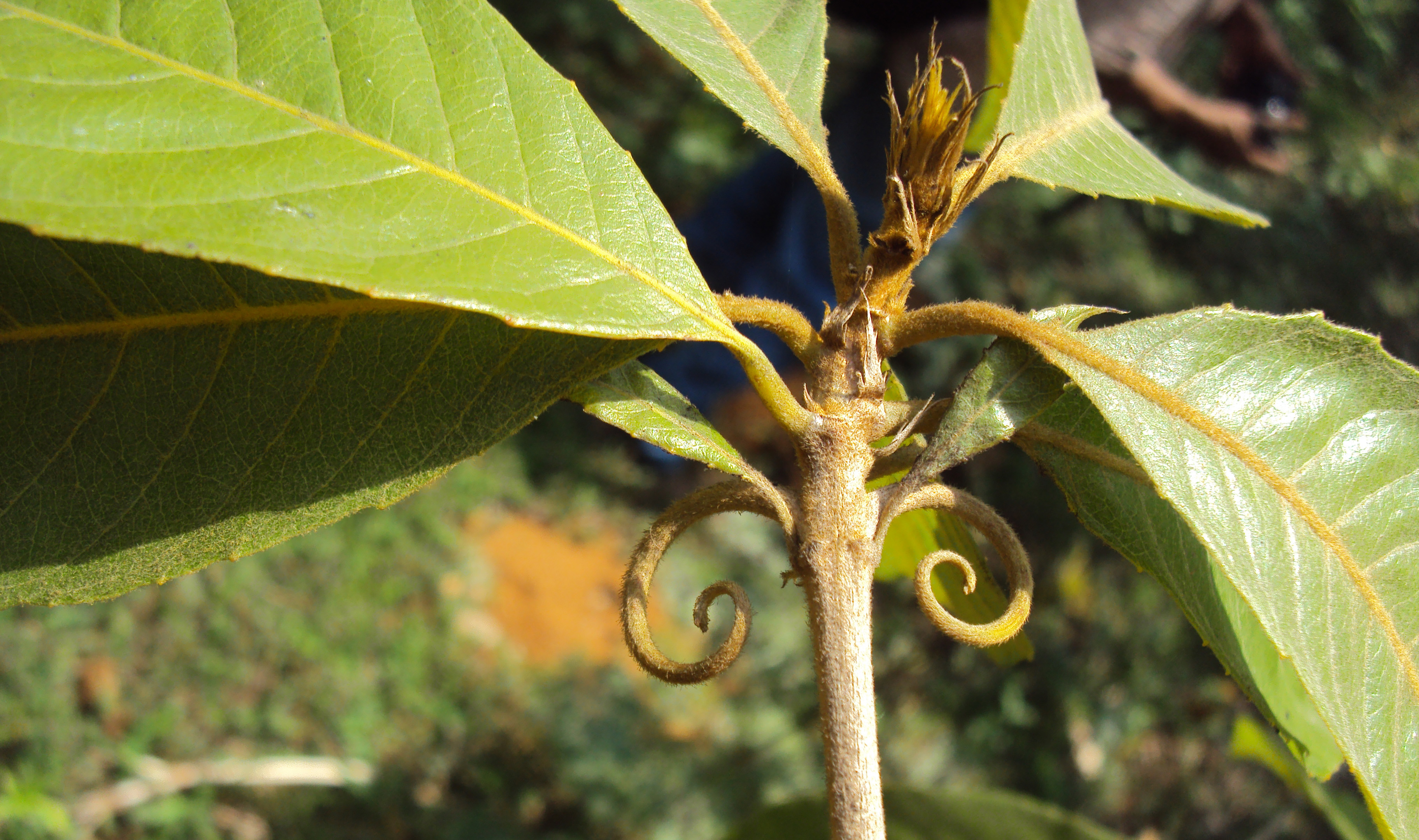
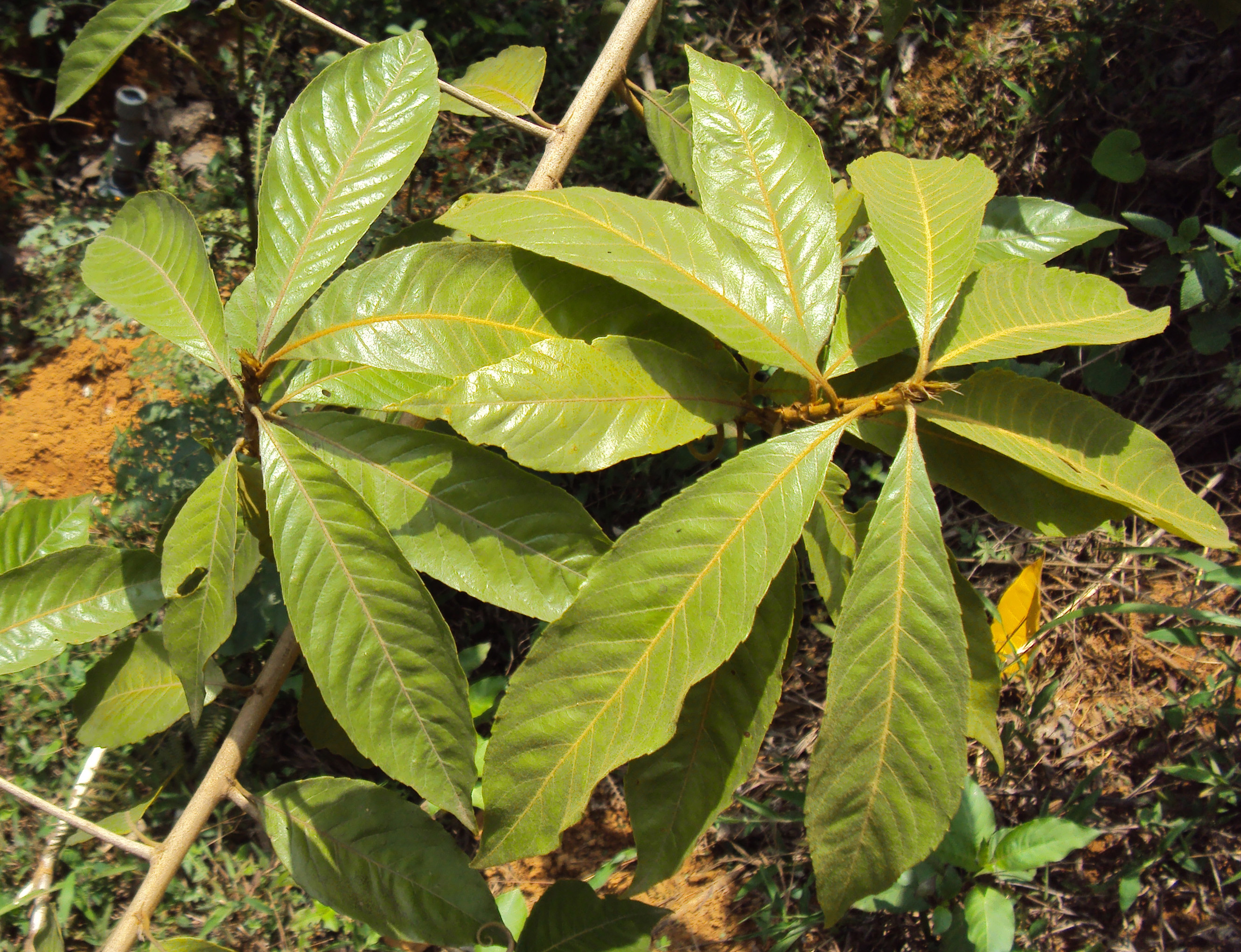

## Dottertaxa tillHugonia, i alfabetisk ordning[1]
- Hugonia afzelii
- Hugonia batesii
- Hugonia belli
- Hugonia brewerioides
- Hugonia busseana
- Hugonia castanea
- Hugonia castaneifolia
- Hugonia costata
- Hugonia coursiana
- Hugonia deplanchei
- Hugonia elliptica
- Hugonia ferruginea
- Hugonia gabunensis
- Hugonia gilletii
- Hugonia gossweileri
- Hugonia grandiflora
- Hugonia johannensis
- Hugonia latifolia
- Hugonia lenormandii
- Hugonia longipes
- Hugonia macrocarpa
- Hugonia macrophylla
- Hugonia mayumbensis
- Hugonia micans
- Hugonia montana
- Hugonia mystax
- Hugonia neocaledonica
- Hugonia obtusifolia
- Hugonia oreogena
- Hugonia orientalis
- Hugonia papillosa
- Hugonia penicillanthemum
- Hugonia planchonii
- Hugonia platysepala
- Hugonia poilanei
- Hugonia racemosa
- Hugonia reticulata
- Hugonia rufipilis
- Hugonia sapinii
- Hugonia serrata
- Hugonia sphaerocarpa
- Hugonia spicata
- Hugonia talbotii
- Hugonia tomentosa
- Hugonia villosa